# Krsto Hegedušić
Krsto Hegedušić est un artiste peintre et illustrateur croate, né à Petrinja le 26 novembre 1901 et mort à Zagreb le 7 avril 1975.

## Biographie
Né à Petrinja en 1901, Hegedušić rejoint le berceau familial à Hlebine, dans la région de Podravina à la mort de son père en 1909. 
En 1920, il intègre le collège des arts et techniques de Zagreb où il effectue sa première peinture d'une Podravina idyllique. Les cours qu'il reçoit de Vladimir Becić et Tomislav Krizman élargissent son horizon mais n'influencent pas son style. En 1926, il obtient une bourse du gouvernement français et passe deux années à Paris où il étudie la peinture de Pieter Brueghel.
Il est exposé pour la première fois en solitaire à la galerie Ulrich de Zagreb en 1926. Ses tableaux ont pour thème la société, exposant notamment l'exploitation des paysans croates. En 1929 à Paris, il rencontre les peintres Ivan Tabaković, Oton Postružnik et Leo Junek avec  lesquels il fonde Zemlja, le premier groupe d'artistes qui promeuvent le marxisme. Hegedušić est l'idéologue du groupe et son leader officieux. Les tableaux comme l'Accordéoniste, ou La Crue sont une critique de la société et rejettent un but purement artistique.
En 1930, il fonde l’École de Hlabine, un mouvement d'art naïf qui regroupe de jeunes peintres issus des campagnes. L'un d'entre eux, Ivan Generalić atteindra d'ailleurs une notoriété internationale. En 1933, il publie un livre qui mêle ses dessins avec un essai poétique de Miroslav Krleža, aujourd'hui considéré comme l'un des sommets de la littérature croate. Krleža écrira également le script d'un documentaire sur Hegedušić en 1962.
En 1936, Hegedušić commence à enseigner à l'académie des Beaux-Arts de Zagreb. Pendant l'oppression anticommuniste des années 1930, il est arrêté à plusieurs reprises. À l'arrivée au pouvoir en 1941 d'Ustaša soutenu par l'Allemagne nazie, Hegedušić se place sous la protection de l'archevêque Stepinac. Pendant la Seconde Guerre mondiale et ainsi protégé, il travaille tranquillement sur plusieurs thèmes, notamment la religion, thème qu'il exprime dans plusieurs scènes de la fresque du calvaire à Marija Bistrica en 1941. À l'arrivée des communistes en Yougoslavie en 1945, Hegedušić est nommé professeur à l'académie de Zagreb. En 1950, il y fonde un « studio de maître » qui réunit de nombreux peintres renommés comme Miroslav Šutej, Zlatko Sirotić et Ferdinand Kulmer.
Durant les années 1971 à 1973, Hegedušić travaille sur un grand cycles de fresques macabres pour le mémorial de Tjentište.